# Ziyād ibn Abī Sufyān

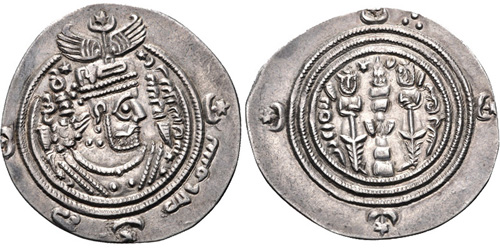
Im Namen von Ziyad ibn Abi Sufyan herausgegebene arabisch-sassanidische Dirhams

Ziyād ibn Abī Sufyān (arabisch زياد بن أبي سفيان; † 23. August 673) war ein arabischer Staatsmann in der Zeit der beiden Kalifen ʿAlī ibn Abī Tālib und Muawiya I. Er war auch unter dem Namen Ziyād ibn Abī-hi ("Ziyād, der Sohn seines Vaters") bekannt.
Ziyad wurde in Taif geboren und war Sohn einer Sklavin. Aufgrund der Tatsache, dass sein Vater unbekannt war, wurde er auch mit dem Patronym ibn Abī-hi ("Sohn seines Vaters") bezeichnet. Er begann seinen Aufstieg als Buchhalter des Heeres in der Garnison von Basra. Nachdem er unter dem Kalifat von Ali Ibn Abi Talib zum Statthalter der Provinz Fars aufgestiegen war, leistete er den Umayyaden unter Muawiya I. zunächst heftigen Widerstand.
Im Jahre 665 kam es auf spektakuläre Weise zu einer Annäherung zwischen Ziyad und dem Kalifen. Ziyad fragte ihn in einem Brief, was von den Gerüchten zu halten sei, wonach Muawiyas Vater Abū Sufyān ibn Harb auch sein Vater sei. Der Kalif erkannte ihn daraufhin offiziell als seinen Bruder an und setzte ihn schon wenig später als Statthalter von Basra ein, eine Position, mit der auch die Befehlsgewalt über die iranischen Gebiete von Chorasan und Sidschistan verbunden war. Ziyad bewährte sich als einer der treuesten Anhänger Muawiyas, der seine Herrschaft im Irak und im Iran festigte und ausbaute. Vor allem gelang ihm die Befriedung der ihm unterstellten Gebiete, indem er die Parteienkämpfe und Zwistigkeiten zwischen den arabischen Stämmen unterdrückte. Auch bekämpfte er erfolgreich die Umtriebe der Charidschiten.
Wegen seiner erfolgreichen Regierung wurde Ziyad 670 auch die Provinz Kufa übertragen. Hier agitierten zu jener Zeit mehrere Anhänger ʿAlīs gegen die Umayyaden. Ziyād lieferte sie an Muawiya nach Syrien aus. Diejenigen, die sich nicht von ʿAlī lossagten, wie zum Beispiel Hudschr ibn ʿAdī und ʿAbd ar-Rahmān ibn Hassān al-ʿAnazī, wurden von Muawiya bzw. von ihm selbst auf grausame Weise hingerichtet. Als Gouverneur des Irak unterstand Ziyād der gesamte Ostteil des Reiches. 671 siedelte er 50.000 arabische Familien aus Kufa und Basra in der chorasanischen Stadt Marw an. Auf diese Weise konnte er die arabische Herrschaft über diese Gebiete festigen. Auch die arabischen Truppen in Basra und Kufa organisierte er neu. Dies ermöglichte den Beginn neuer Feldzüge im Ostiran.
Ziyad ibn Abi Sufyan starb am 23. August 673. Er war, neben al-Haddschādsch ibn Yūsuf (694–714), der bedeutendste Statthalter des Irak sowie eine der wichtigsten Stütze der Umayyaden im Osten des Kalifats.